# Jesse Cook
Jesse Cook battezzato Cook Jesse Arnaud (Parigi, 28 novembre 1964) è un chitarrista canadese di nuovo flamenco.
Ritornò a Toronto all'età di 3 anni. A 10 anni è stato ammesso all'Accademia Eli Kassner Toronto e ha poi continuato la sua formazione musicale presso il Conservatorio Reale e ancora alla York University di Toronto e, infine, al Berklee College of Music di Boston.
Per sua stessa confessione si rivolse ai ritmi del flamenco dopo aver scoperto la musica dei Gipsy Kings. 
Come altri chitarristi del suo stile mescola nelle sue composizioni jazz, musica latina e world music. Jesse Cook è noto anche per l'energia che sprigiona durante i suoi concerti.
Il Catalina Jazz Festival del 1995 è stato il punto di svolta nella sua carriera.

## Discografia

### Album
- 1995 - Tempest
- 1996 - Gravity
- 1998 - Vertigo
- 2000 - Free Fall
- 2003 - Nomad
- 2004 - Montreal (Live)
- 2007 - Frontiers
- 2009 - The Rumba Foundation
- 2012 - The Blue Guitar Sessions
- 2015 - One World
- 2017 - Beyond Borders
- 2020 - Tempest 25
- 2021 - Libre

### Raccolte
- 2005 - The Ultimate Jesse Cook
- 2006 - Best of Jesse Cook
- 2015 - Icon
- 2023 - Love in the Time of Covid